# Light L16
Light L16 és una càmera desenvolupada per l'empresa Light que destaca principalment per la seva innovació tecnologia, en estar formada per fins a 16 lents Full Frame diferents, quan la majoria de càmeres estan basades en un. Això permet a l'usuari captar una mateixa fotografia amb diferents distàncies focals i angles sense la necessitat de canviar l'objectiu.
Light va anunciar el 8 d'octubre de 2015 el projecte de la L16, i durant dos anys es va estar desenvolupant fins que es va llançar al mercat l'octubre de 2017.

## Especificacions tècniques
La càmera està formada per un total de 16 lents Full Frame, 5 d'aquestes són de 28mm amb una obertura de diafragma de f/2.0, altres 5 són de 70mm amb diafragma f/2.0 i les 6 restants corresponen a 150mm amb una obertura de f/2.4.
Per tant, el rang de la distància focal de la càmera és dels 28mm als 150mm, amb 13 passos de diafragma, el més obert és de f/2.0 i el més tancat de f/15.
La Light L16 permet captar fotografies sota una ISO que emmarca des de 100 fins a 3200, facilitant a l'usuari fotografiar amb poca llum ambient.
En voler ser una evolució d'una càmera de telèfon mòbil, les seves dimensions són de 165 x 84,5mm x 24.05mm, el que permet incorporar una pantalla tàctil per a visualitzar la imatge prèvia a la presa que és de 5 " i té un pes total de 435 g.
La seva bateria està pensada perquè l'usuari la pugui utilitzar fins a un màxim de 8 hores seguides, i és de 4120 mAh.
El seu preu al mercat actualment és de 2000 $
| Resum              | Resum                                  |
| ------------------ | -------------------------------------- |
| Nom del model      | Light L16                              |
| Resolució          | 51,1 Megapixeles                       |
| Mida del sensor    | 4,54mm x 3,42mm                        |
| ISO                | 100 - 3200                             |
| Obturador          | 1/8000 - 15 seg                        |
| Diafragma          | f/2.0 - f/15                           |
| Lents              | 28mm - 150mm (5x28mm, 5x70mm, 6x150mm) |
| Dimensions         | 165 x 84,5mm x 24.05mm                 |
| Pes                | 435 g                                  |
| Bateria            | 4120 mAh                               |
| Preu               | 2000$                                  |
| Data de llançament | Octubre de 2017                        |